# Andrena limassolica
Andrena limassolica är en biart som beskrevs av Mavromoustakis 1948. Andrena limassolica ingår i släktet sandbin, och familjen grävbin. Inga underarter finns listade i Catalogue of Life.